# Saint-Mars-de-Locquenay
Saint-Mars-de-Locquenay és un municipi francès situat al departament del Sarthe i a la regió de País del Loira. L'any 2007 tenia 524 habitants.

## Demografia

### Població
El 2007 la població de fet de Saint-Mars-de-Locquenay era de 524 persones. Hi havia 200 famílies de les quals 49 eren unipersonals (20 homes vivint sols i 29 dones vivint soles), 65 parelles sense fills, 74 parelles amb fills i 12 famílies monoparentals amb fills.
La població ha evolucionat segons el següent gràfic:
Habitants censats

### Habitatges
El 2007 hi havia 275 habitatges, 201 eren l'habitatge principal de la família, 53 eren segones residències i 21 estaven desocupats. 263 eren cases i 7 eren apartaments. Dels 201 habitatges principals, 163 estaven ocupats pels seus propietaris, 34 estaven llogats i ocupats pels llogaters i 4 estaven cedits a títol gratuït; 21 tenien dues cambres, 42 en tenien tres, 69 en tenien quatre i 68 en tenien cinc o més. 178 habitatges disposaven pel capbaix d'una plaça de pàrquing. A 71 habitatges hi havia un automòbil i a 105 n'hi havia dos o més.

### Piràmide de població
La piràmide de població per edats i sexe el 2009 era:
| Homes | Edats   | Dones |
| ----- | ------- | ----- |
| 0     | 95 o +  | 0     |
| 0     | 90 a 94 | 0     |
| 8     | 85 a 89 | 8     |
| 0     | 80 a 84 | 12    |
| 12    | 75 a 79 | 12    |
| 8     | 70 a 74 | 16    |
| 8     | 65 a 69 | 0     |
| 4     | 60 a 64 | 16    |
| 12    | 55 a 59 | 8     |
| 12    | 50 a 54 | 12    |
| 28    | 45 a 49 | 28    |
| 8     | 40 a 44 | 8     |
| 24    | 35 a 39 | 16    |
| 8     | 30 a 34 | 24    |
| 12    | 25 a 29 | 4     |
| 16    | 20 a 24 | 0     |
| 12    | 15 a 19 | 32    |
| 12    | 10 a 14 | 20    |
| 20    | 5 a 9   | 24    |
| 12    | 0 a 4   | 16    |

## Economia
El 2007 la població en edat de treballar era de 320 persones, 229 eren actives i 91 eren inactives. De les 229 persones actives 208 estaven ocupades (118 homes i 90 dones) i 20 estaven aturades (5 homes i 15 dones). De les 91 persones inactives 33 estaven jubilades, 15 estaven estudiant i 43 estaven classificades com a «altres inactius».

### Ingressos
El 2009 a Saint-Mars-de-Locquenay hi havia 201 unitats fiscals que integraven 521 persones, la mediana anual d'ingressos fiscals per persona era de 17.725 €.

### Activitats econòmiques
Dels 5 establiments que hi havia el 2007, 1 era d'una empresa extractiva, 1 d'una empresa de construcció, 2 d'empreses de serveis i 1 d'una entitat de l'administració pública.
L'únic servei als particulars que hi havia el 2009 era una fusteria.
L'any 2000 a Saint-Mars-de-Locquenay hi havia 16 explotacions agrícoles que ocupaven un total de 840 hectàrees.

## Equipaments sanitaris i escolars
El 2009 hi havia una escola elemental integrada dins d'un grup escolar amb les comunes properes formant una escola dispersa.

## Poblacions més properes
El següent diagrama mostra les poblacions més properes.